# 염화 금산
염화 금산(鹽化金酸)은 화학식 HAuCl4을 지니는 금의 무기 화합물이다. 노란 귤 빛의 고체로, 금속 정제 과정에서 다른 금 화합물과 중간 생성물의 선구 물질이다. 물을 포함하여 알코올, 에테르, 에스터, 케톤과 같이 산소를 함유한 수많은 용매에 녹는다. 가열하면 염화수소를 내놓고 삼염화 금이 된다.
2HAuCl4 → +Au2Cl6 + 2HCl↑

## 용도
전기분해해 고순도의 금을 생산할 때 전해질로 사용되거나 금 나노입자를 만드는 원료로도 사용된다.

## 제법
일반적으로 금을 왕수에 용해시킨 뒤 용액을 증발시켜서 만든다.

HNO3 + 3HCl → NOCl + Cl2 + 2H2O
Au + NOCl + Cl2 → AuCl3 + NO
AuCl3 + HCl → HAuCl4
Au + HNO3 + 4HCl → HAuCl4 + NO + 2H2O

이 반응으로 만들어지는 것이 염화 금산이다. 아황산금소다도 이 염화 금산으로 만든다.
2Au + 4KCN + O2 + H2O → 2KAu(CN)2 + 2KOH